# Lazzaro Luxardo

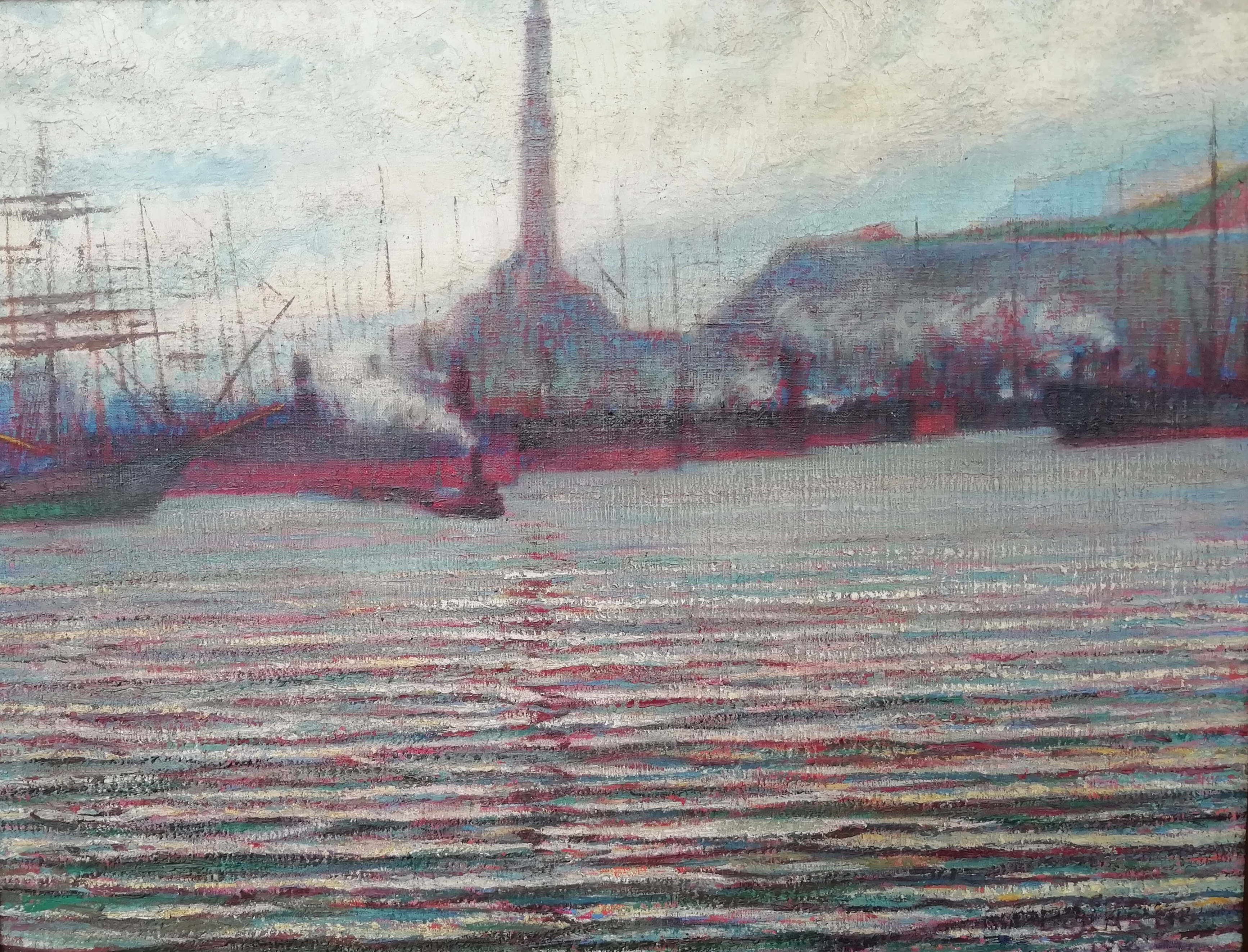
L.Luxardo -Porto di Genova, olio su tela

Lazzaro Luxardo (pronunciato comunemente /lu'ksardo/, ma /lu'ʒardo/ in ligure) (Voltri, 21 luglio 1865 – Genova, 1º agosto 1949) è stato un pittore italiano, appartenente alla corrente del divisionismo.

## Biografia
Nato nel comune di Voltri (divenuto quartiere di Genova nel 1926), frequentò l'Accademia Ligustica di Belle Arti, dove fu in seguito anche professore. Seguì i corsi di incisione tenuti da Raffaele Granara. Vinse nel 1890 la Pensione Traverso che gli permise di soggiornare a Roma, Firenze e Venezia.
Esordì coi dipinti di soggetto storico e letterario per dedicarsi in seguito al ritratto e al paesaggio tradizionale che innoverà subendo l'influenza del divisionismo.

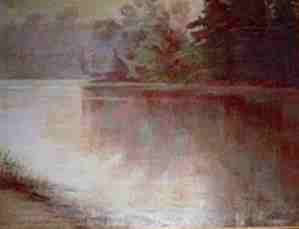
L.Luxardo - sulle rive della Bormida, olio su tela

Partecipò a numerose esposizioni della Promotrice genovese e a diverse edizioni della Mostra del bozzetto. Si perfezionò a Roma e Firenze nella pittura tradizionale. Dipinse a Venezia dove si cimentò con gli effetti della laguna. Fu anche ritrattista e dipinse inoltre alcuni affreschi decorativi.
Si dedicò anche all'acquaforte e all'affresco. Sue opere figurano all'Accademia Ligustica e nelle Civiche Raccolte di Genova.